# ایلئوستومی
ایلئوستومی (به انگلیسی: Ileostomy)  به معنای باز کردن ایلئوم (درازروده) به سطح بدن است.

## اندیکاسیون‌ها
- التهابات مزمن روده بزرگ
- بیماری کرون
- برداشتن (رزکسیون) کامل روده بزرگ[۳]

در مواری نیز ممکن است برای درمان موارد زیر مورد استفاده قرار گیرد:
- انسداد روده
- آسیب‌های قابل توجه به روده بزرگ
- پولیپوز آدنوماتوز خانوادگی (FAP)[۴]

## انواع ایلئوستومی

### ایلئوستومی استاندارد یا بروک
رایج‌ترین گونهٔ ایلئوستومی است که در آن انتهای ایلئوم به سطح شکم و پوست باز می‌شود.
محل این استومی معمولاً در چارَک(ربع) تحتانی سمت راست شکم است. خروجی مدفوع کنترل‌ناپذیر است و بیمار به صورت دائم باید از یک کیسه جهت جمع‌آوری مدفوع استفاده نماید و آن را به‌طور مداوم تخلیه کند.
این گونه ایلئوستومی به سه صورت انجام می‌پذیرد:
- ایلئوستومی انتهایی(End ileostomy): در این روش بخش انتهایی ایلئوم از هم جدا می‌شود و سپس انتهای دیستال آن توسط استاپلر، بخیه و مسدود می‌شود و انتهای پروگزیمال آن به سطح شکم باز می‌شود.
- ایلئوستومی Double-barreled:در این روش پس از برش ایلئوم هر دو انتهای پروگزیمال و دیستال آن به سطح بدن باز می‌شود.
- ایلئوستومی لوپ (Loop ileostomy):در این روش با بالا آوردن و برش در سطح لوپ یا قوس دئودنوم، محتویات آن به سطح بدن باز می‌شود.[۵]

#### دلایل انجام عمل جراحی
- کولیت اولسراتیو
- بیماری کرون
- پولیپوز خانوادگی
- مشکلات مرتبط با سرطان

#### خروجی استومی
درناژ ثابت مایع یا خمیر حاوی آنزیم‌های گوارشی

#### مدیریت
- نیاز به حفاظت از پوست و به کار بردن کیسه‌ای که باید پی در پی جایگزین شود.[۶]

### ایلئوستومی قاره (پاکت‌های شکم) (ایلئوستومی دارای اختیار)
ایلئوستومی قاره گونهٔ دیگری از ایلئوستومی استانده(استاندارد) است. در این گونه از ایلئوستومی بیمار نیازی به همراه داشتن کیسه برای تخلیه مدفوع ندارد. در این روش بخشی از ایلئوم به صورت حلقه‌ای درآورده می‌شود و یک کیسه مخزن‌مانند را در شکم ایجاد می‌کند. یک دریچه پستانی برای ایلئوم در سطح بدن ایجاد کرده و هر چند روز یک بار محتوایات آن به وسیلهٔ یک کتتر نرم تخلیه می‌شود.

#### دلایل انجام عمل جراحی
- کولیت اولسراتیو
- پولیپوز خانوادگی
- مشکلات مرتبط با سرطان

#### خروجی استومی
درناژ مایع یا خمیر مانند

#### مدیریت
تخلیه به وسیلهٔ یک کاتتر (لوله کوچک) و استفاده از پوشش استوما

### مخزن ایلئو-آنال (کیسه J شکل یا کیسه لگنی)
مخزن ایلئو-آنال (کیسه J شکل یا کیسه لگنی) از راه اتصال ایلئوم و رکتوم ساخته می‌شود و درون بدن و داخل لگن جای دارد. نام‌های دیگر این جراحی به صورت کیسه J شکل، کیسه S شکل و کیسه W شکل می‌باشد که به نوع عمل جراحی بستگی دارد.

 در این روش کیسه به مقعد متصل می‌شود و مواد زائد که شامل مدفوع است در داخل این کیسه گردآوری می‌شود. مدفوع خروجی به چیزی که بیمار می‌خورد و می‌نوشد بستگی دارد که می‌توان آن را با دارو مدیریت نمود. در بیشتر موارد دو جراح برای این عمل حضور دارند.

#### دلایل انجام عمل جراحی
- کولیت اولسراتیو
- پولیپوز خانوادگی

#### خروجی استومی
- مدفوع سفت و نرم

#### مدیریت
اجابت مزاج به صورت طبیعی انجام می‌شود ولی نیاز به محافظت از اطراف مقعد هست.

## مراقبت‌های پیش از عمل
- آزمایش خون (کنترل زمان انعقاد خون)
- معاینه فیزیکی و سابقه پزشکی

مراقبت‌های روز پیش از عمل:
- خودداری از گُسارِشِ(مصرف) آسپرین، ایبوپروفن، ناپروکسن، وارفارین و دیگر داروهای همانند.

مراقبت‌های روز عمل:
- منع از خوردن و آشامیدن؛ حدود ۱۲ ساعت پیش از عمل
- گُسارش(مصرف) داروهای خاص با یک جرعه کوچک آب[۹]

## توجهات هنگام عمل
- افزون بر این که استوما باید در چند نقطه به پریتوئن و فاسیای دیواره شکم دوخته شود، اتصال آن به زیر جلد نیز ضرورت دارد.

شیوه دوختن استوما به دیواره شکم بدین صورت است که در چهار سو به پوست دوخته می‌شود. در این روش جدار روده به زیر جلد بخیه زده می‌شود.

## روش عمل
در بسیاری از موارد ایلئوستومی پیش از برداشتن کولون (کولکتومی) یا برداشتن همزمان کولون و رکتوم (پروتوکولکتومی) انجام می‌پذیرد.
پس از اینکه بیمار تحت بیهوشی عمومی قرار گرفت، یک برش ۸ اینچی (۲۰ سانتی‌متر) در بخش تحتانی شکم و در خط وسط یعنی به صورت میدلاین ایجاد می‌شود. پس از کنار زدن پوست، ماهیچه و دیگر احشای جداری، کاواک(حفره) شکم نمایان می‌شود. کولون و رکتوم جدا شده و حذف می‌شود و کانال آنال نیز با بخیه بسته می‌شود.
در دیگر بیماران ایلئوستومی شامل بای‌پس موقت رکتوم و کولون می‌باشد. برای نمونه در بیمارانی که تحت رزکسیون روده قرار گرفته‌اند یا در حال ایجاد یک آناستوموز آنورکتال هستند. آناستوموز آنورکتال نوعی جراحی می‌باشد که در آن به ایلئوم به‌طور مستقیم به کانال آنال بخیه زده می‌شود.

## مراقبت‌های پس از عمل
- کنترل علائم حیاتی
- حمایت از محل استومی در هنگام سرفه یا تنفس عمیق
- تجویز =داروهای ضددرد
- کنترل میزان مایعات ورودی و خروجی
- سه روز پس از عمل تغذیه دهانی آغاز می‌شود.
- تمیز نگه داشتن پوست اطراف استوما به وسیه شستشو دائم با مایع ضدعفونی کننده
- روش چسباندن و نگهداری کیسه استوما به بیمار آموزش داده شود.[۱۲]

## ویژگی‌های ایلئوستومی زاستاری(طبیعی)
- مخاط روده صورتی متمایل به قرمز و شفاف باشد.
- پوست اطراف دهانه طراوت داشته، بی هیچگونه قرمزی و تورم باشد.
- هیچگونه ترشحی در موضع وجود نداشته باشد.
- تخلیه منظم و تا حدودی از قبل پیش‌بینی شده باشد.
- مخاط مختصری از سطح پوست اطراف برجستگی داشته باشد.[۱۳]

## عوارض ایلئوستومی
- کاهش جذب چربی و ویتامین ۱۲ B، افزایش دفع سدیم و پتاسیم[۱۴]
- انسداد ایلئوستومی: از اورژانس‌های پزشکی می‌باشد. عدم دفع گاز و مدفوع به همراه تهوع و استفراغ و بی اشتهایی از علائم آن می‌باشد و باید سریعاً به پزشک مراجعه شود.
- تنگی دهانه ایلئوستومی: با علائمی همچون دل درد و اسپاسم شکمی (قولنج) همراه است. برای جلوگیری از این عارضه باید هر چند مدت یک سوند فولی را به درون استوما وارد کرده و مقداری ژل لوبریکانت را در داخل آن تزریق نمود.
- بیرون‌زدگی روده (پرولاپس مخاط): در این حالت روده بیش از اندازه از لبه استوما بیرون‌زدگی پیدا می‌‌کند. اگر مزانتر به پریتونئوم جداری بخیه شده باشد، این عارضه نادر است.
- واریس: واریس‌ها در بیماران دچار پرفشاری سیاهرگ باب در اطراف استوما ایجاد می‌شوند.[۱۵]
- زخم‌های مخاطی: شماری زخم مخاطی در لبه استوما ایجاد می‌شود که برای جلوگیری از این حالت بهترین کار کم کردن تحریکات مخاطی و شستشوی مداوم است.
- حساسیت (اگزمای) پوست اطراف دهانه ایلئوستومی: التهاب مخاط روده به علت تماس با مواد دفعی با لبه‌های استوما می‌باشد که برای جلوگیری از آن استفاده از دارو زین اکساید (Zine oxid) می‌باشد.[۱۶]
- فتق‌های کنار دهانه ایلئوستومی: در این مورد بیرون زدگی احشای شکمی از اطراف لبه استوما وجود دارد.
- عفونت پوست اطراف ایلئوستومی: عارضه‌ای نسبتاً شایع می‌باشد که برای جلوگیری از عفونت‌های قارچی از داروهای ضد قارچ مثل نیستاتین استفاده می‌شود.[۱۷]
- سنگ ادراری: بیماران دارای ایلئوستومی به علت دفع آب و الکترولیت‌ها از طریق استوما، دارای ادرار غلیظ تری نسبت به افراد عادی هستند در نتیجه احتمال تشکیل سنگ‌های ادراری در این افراد بیشتر است. بهترین کار در این افراد نوشیدن آب فراوان می‌باشد.
- اختلالات جنسی: وجود بوی بد، کیسه و دفع گازهای روده‌ای ممکن است در برخی از موارد مانع از داشتن یک رابطه جنسی مطلوب گردد.[۱۸]

## رژیم غذایی
افرادی که دارای استوما هستند باید از خوردن موارد زیر اجتناب ورزند:
- غذاهای سرشار از فیبر: تا ۶ هفته بعد از عمل
- غذاهایی که تولید بوی بد نمایند.
- غذاها و آشامیدنی‌هایی که سبب افزایش تولید گاز شوند.
- غذاهایی که مدفوع را سفت یا نرم می‌کنند.[۱۹]

## نکات مراقبت از استومی
- بافت استوما مثل دهان قرمز و براق باید باشد.
- این بافت فاقد حس است در نتیجه نباید به آن فشار وارد کرد یا ضربه و صدمه‌ای به آن زد.
- اندازه استومی در هفته اول بعد از عمل تغییر خواهد نمود.
- به‌طور مرتب اندازه استومای خود را اندازه بگیرید.
- موهای اطراف ناحیه را به‌طور مرتب کوتاه نمایید.
- پوست را به مرتب با پارچه نرم و خشک تمیز نمایید.
- زمانی که ۱/۳ کیسه پر شد آن را تعویض یا تخلیه نمایید.[۲۰]

## خطرات
خطرات مشترک میان تمام عمل‌های جراحی:
- عفونت زخم
- ایجاد لخته در وریدهای پا و امکان انتقال آن‌ها به ریه
- مشکلات تنفسی
- حمله قلبی یا سکته

خطرات مخصوص این عمل جراحی:
- احتمال خونریزی داخل شکم
- آسیب به ارگان‌های مجاور
- کم شدن آب بدن به علت دفع بالای مایعات از طریق استومی
- مشکل در جذب مواد مغذی
- عفونت در مجاری ادرار، ریه و شکم[۲۱]